# 政令 (俄羅斯)

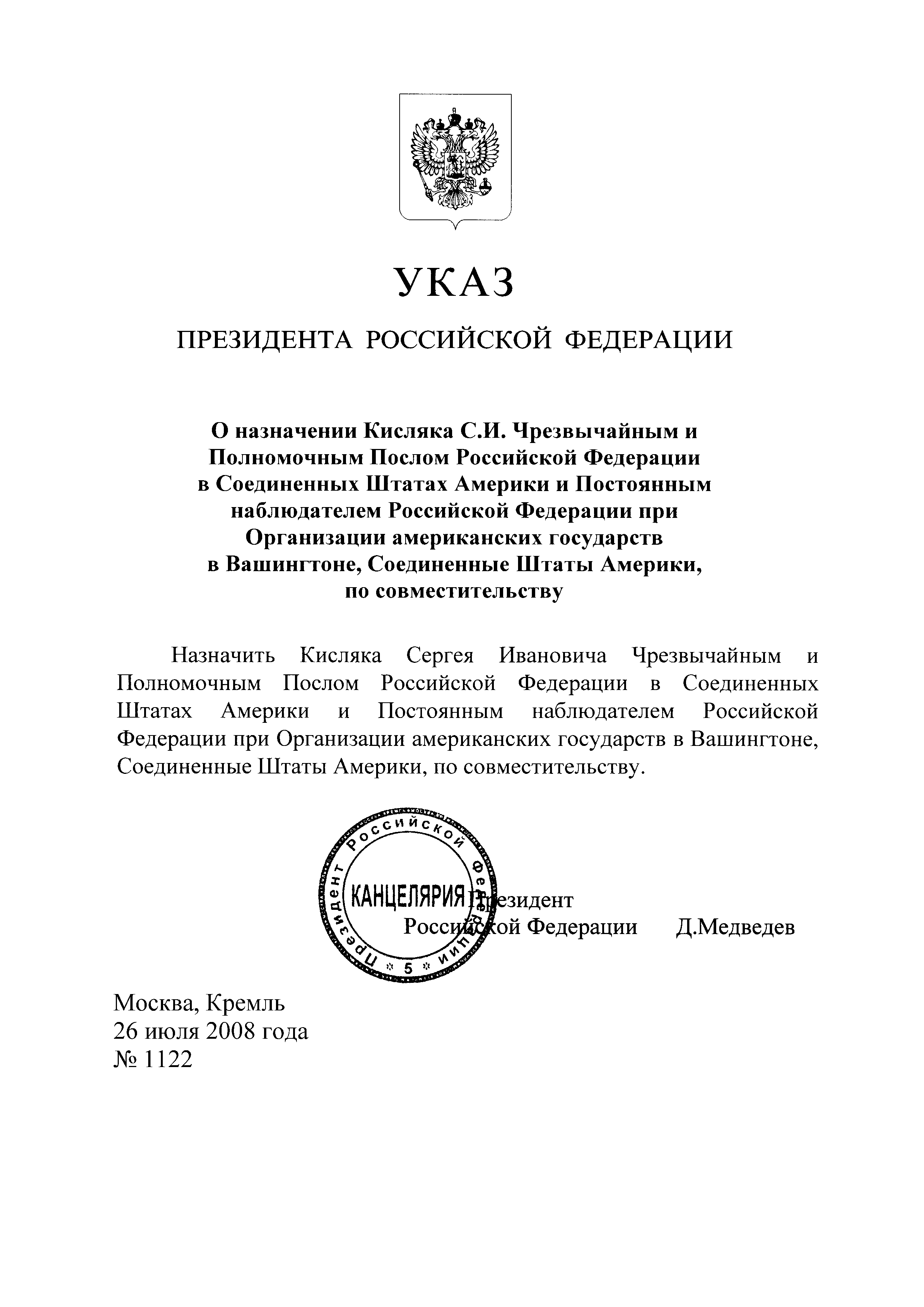
俄羅斯總統梅德韋傑夫任命駐美大使的政令

政令（俄语：указ）在俄羅斯帝制時代指的是沙皇、政府或牧首具有法律效力的宣告，在羅馬法中相等於法令或詔令。
1917年俄國革命後，一般性的命令稱為，更詳細的命令才叫做。
根據《1993年憲法》，專指總統令。雖然仍然具有法律效力，但不能對現行法律作修改，並可由俄罗斯聯邦委員會通過的法律取代之。

## 外部連結
维基词典中的词条「政令 (俄羅斯)」
- Свод законов Российской империи （页面存档备份，存于）.